# Ла-Шез (Кот-д’Армор)
Ла-Шез (фр. La Chèze, брет. Kez) — коммуна во Франции, находится в регионе Бретань. Департамент — Кот-д’Армор. Входит в состав кантона Лудеак. Округ коммуны — Сен-Бриё.
Код INSEE коммуны — 22039.

## География
Коммуна расположена приблизительно в 380 км к западу от Парижа, в 75 км западнее Ренна, в 45 км к югу от Сен-Бриё.

## Население
Население коммуны на 2016 год составляло 566 человек.
| 1962 | 1968 | 1975 | 1982 | 1990 | 1999 | 2008 | 2014 |
| ---- | ---- | ---- | ---- | ---- | ---- | ---- | ---- |
| 566  | 587  | 606  | 571  | 597  | 569  | 637  | 566  |

## Экономика
В 2007 году среди 347 человек в трудоспособном возрасте (15—64 лет) 255 были экономически активными, 92 — неактивными (показатель активности — 73,5 %, в 1999 году было 70,9 %). Из 255 активных работали 223 человека (126 мужчин и 97 женщин), безработных было 32 (13 мужчин и 19 женщин). Среди 92 неактивных 22 человека были учениками или студентами, 28 — пенсионерами, 42 были неактивными по другим причинам.

## Достопримечательности
- Руины замка Ла-Шез (XII век). Исторический памятник с 2005 года[3]

## Фотогалерея

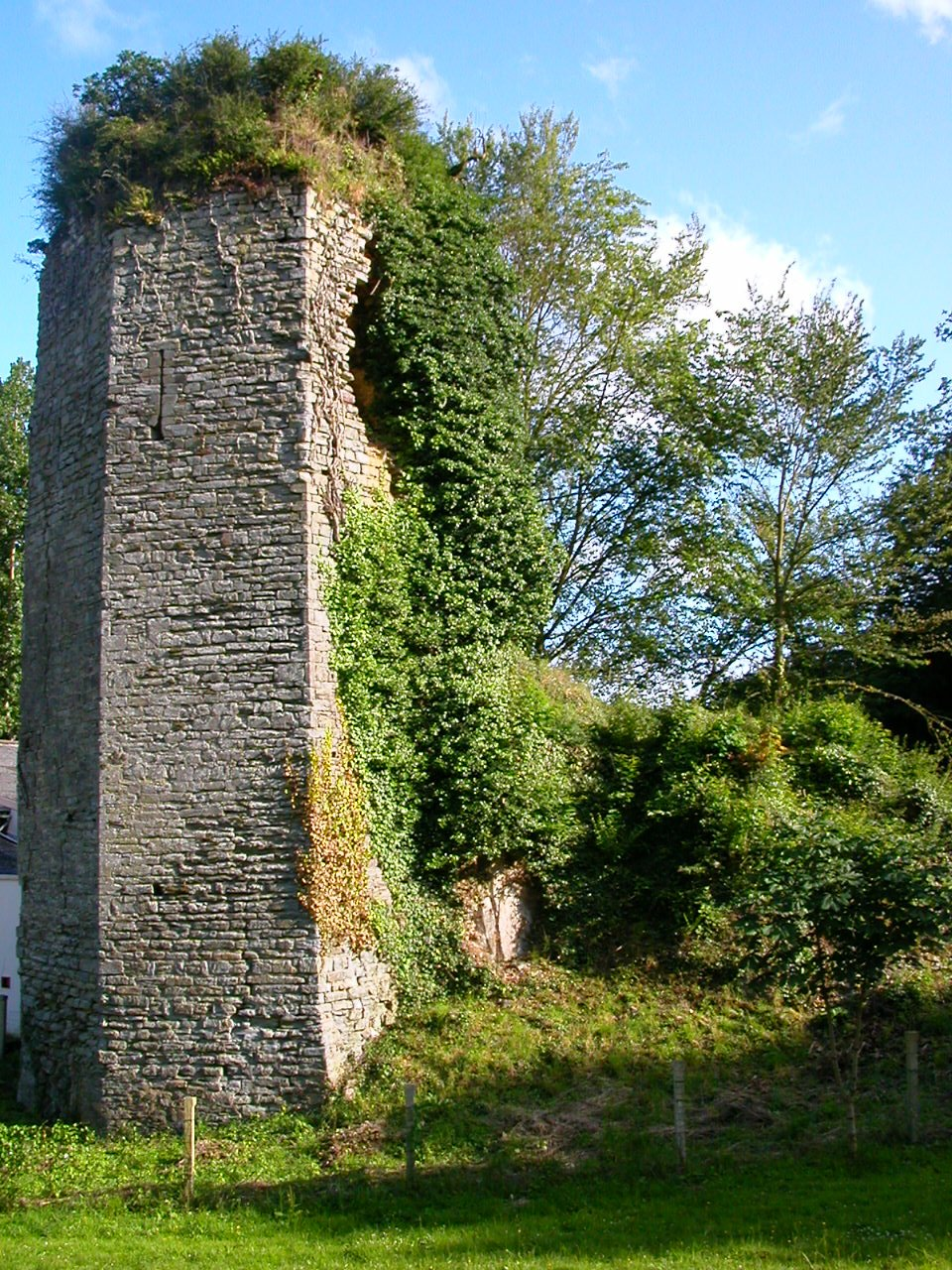
Руины замка Ла-Шез
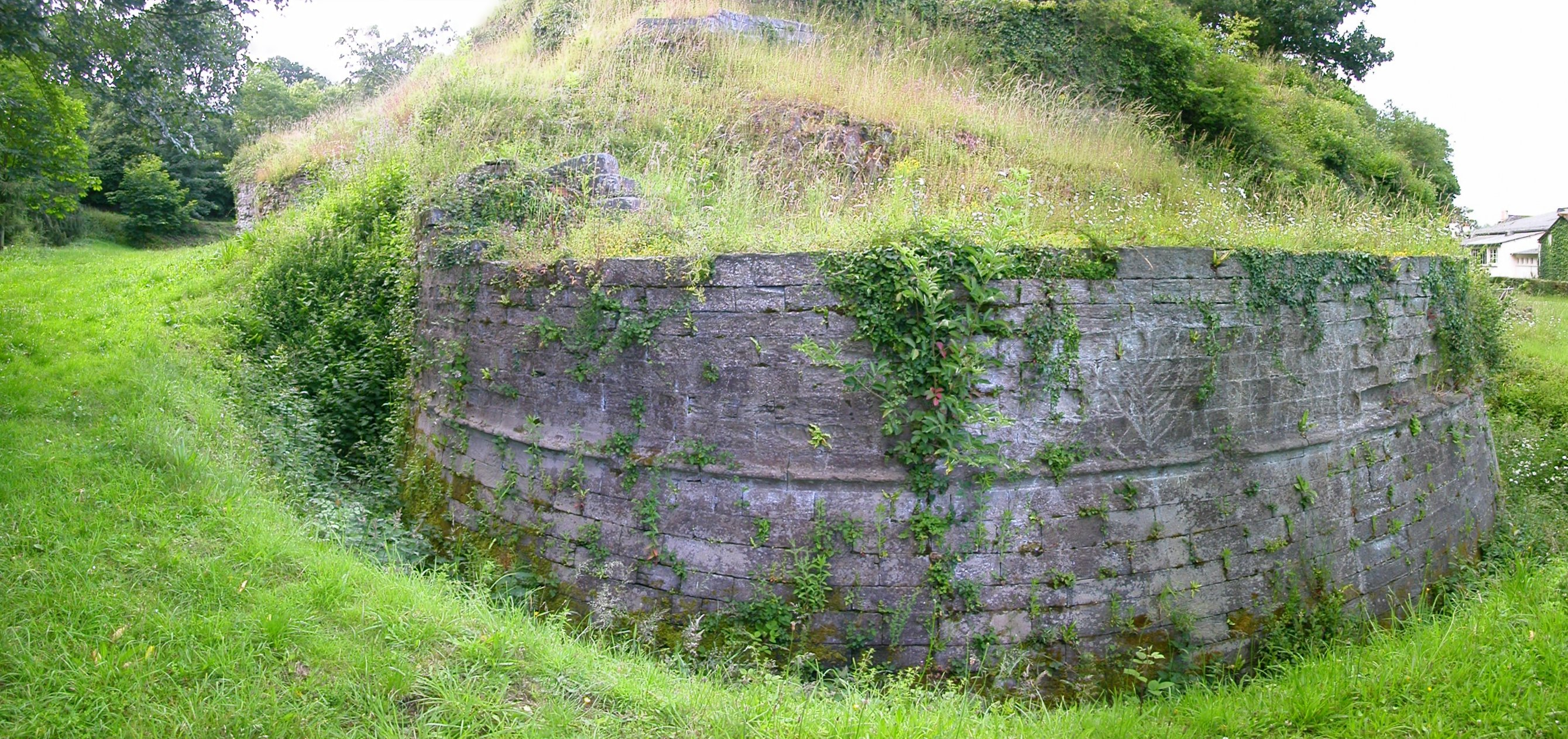
Руины замка Ла-Шез
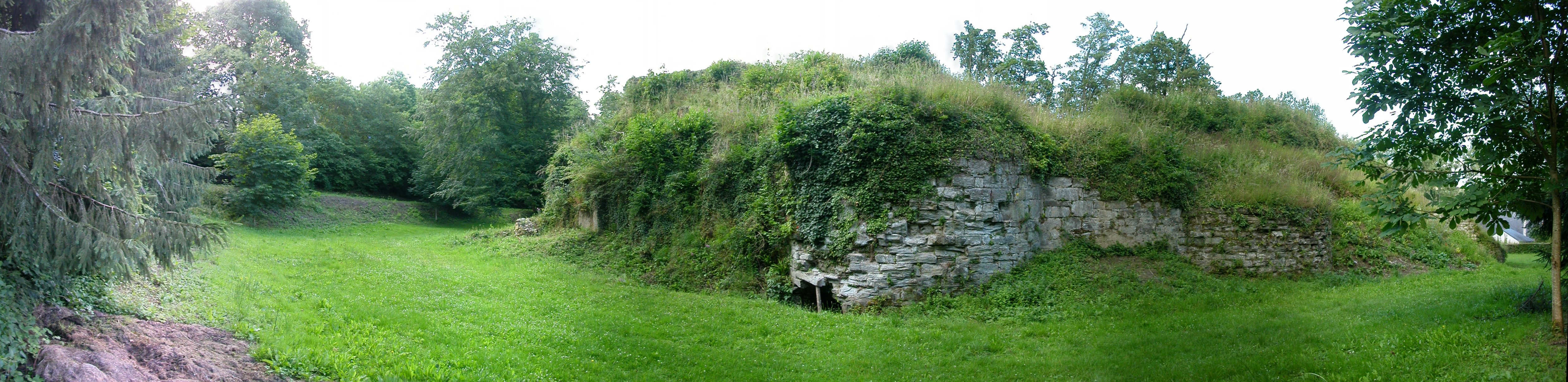
Руины замка Ла-Шез
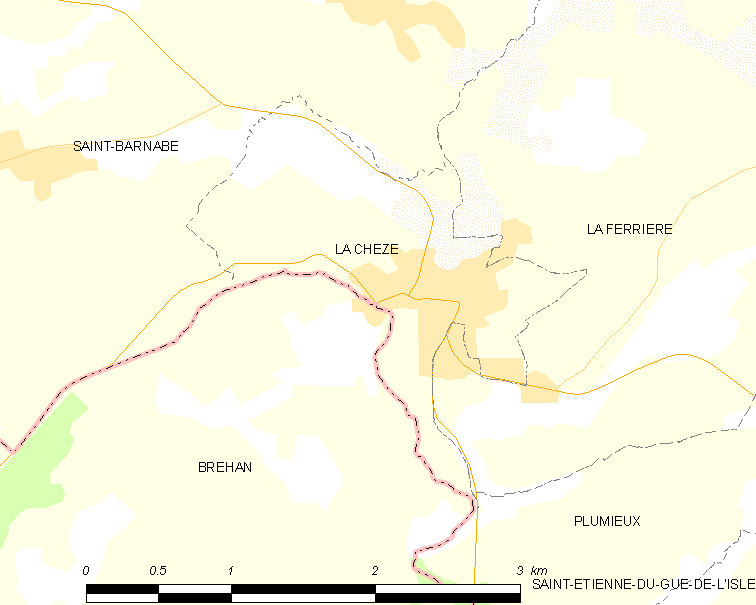
Карта коммуны